# 佩恩·史都華
威廉·佩恩·史都華（英語：William Payne Stewart，1957年1月30日—1999年10月25日），美國職業高爾夫球手，他曾贏得了11場PGA巡迴賽，其中包括3次四大賽冠軍。
佩恩·史都華是一位受觀眾歡迎的高爾夫球手，觀眾對他與眾不同的服裝反應熱烈。他以常春藤帽和帶圖案褲子的華麗裝束而成為攝影師的最愛，斯圖爾特還因擁有現代最優雅流暢和時尚的高爾夫揮桿之一而受到讚賞。同時他以對美國本土的強烈愛國主義而聞名，經常用美國國旗裝飾他的高爾夫球服。

## 逝世與紀念

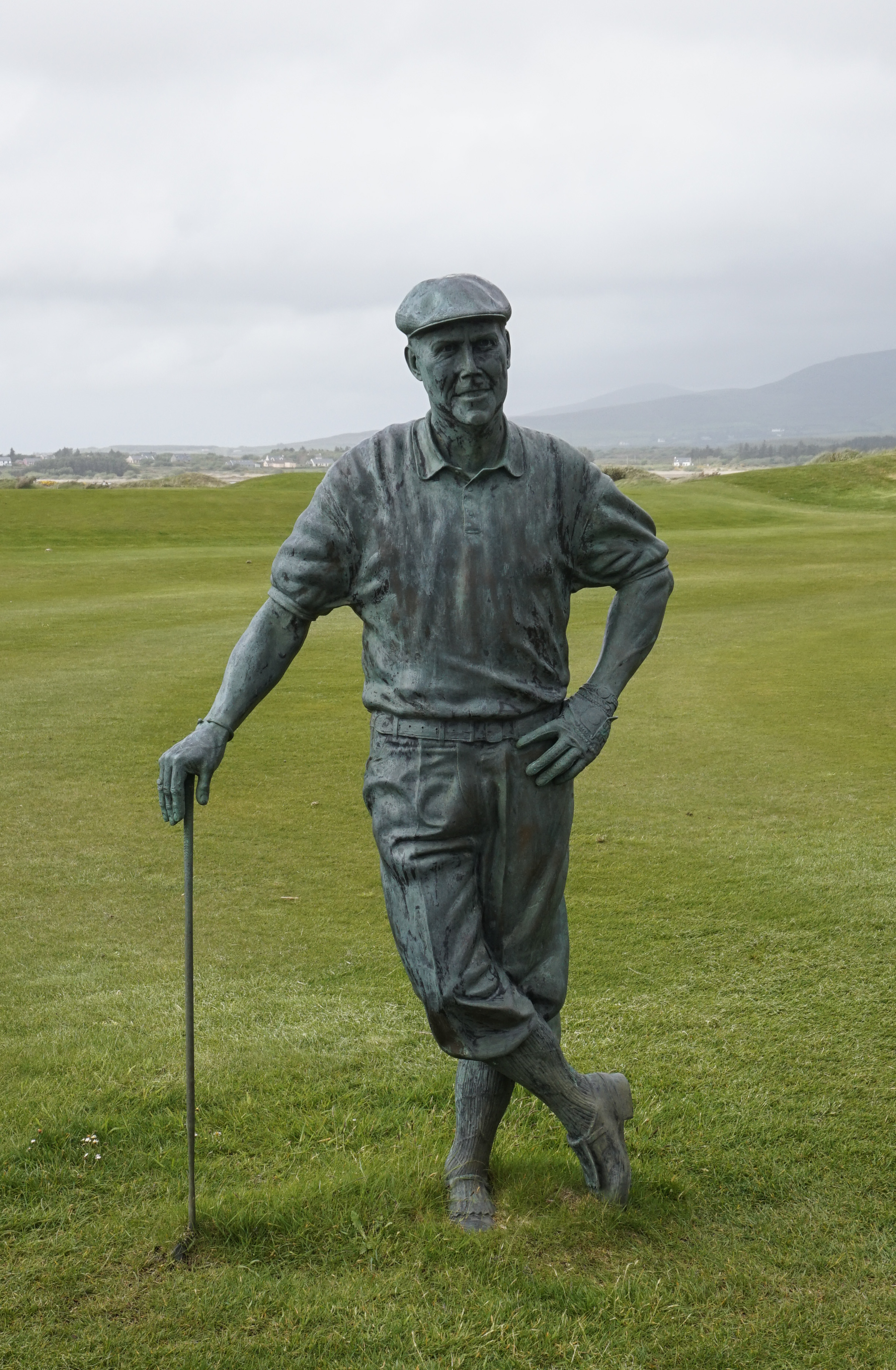
位於愛爾蘭的佩恩·史都華紀念雕像

1999年10月25日，佩恩·史都華因乘坐的里爾35噴射機墜毀而逝世，享年42歲。美國國家運輸安全委員會的調查人員得出結論，當飛機經過佛羅里達州蓋恩斯維爾西部時，飛機未能增壓，機上所有人都因缺氧而無法行動。飛機繼續自動駕駛飛行，直到燃料耗盡並墜毀在南達科他州的田野中。在他去世時，斯圖爾特的職業生涯收入為12,673,193美元。他在1999賽季贏得了超過200萬美元的獎金，並在當年的獎金榜上名列第七。
2000年，PGA巡迴賽設立了佩恩·史都華獎，該獎授予“價值觀與史都華所表現出的性格、慈善和體育精神相一致”的球員。
在去世兩年後，於2001年入選世界高爾夫名人堂。2014年獲得美國高爾夫協會頒發的鮑勃·瓊斯獎。

## 外部連結
- 佩恩·史都華在PGA巡迴賽的官方網站
- 佩恩·史都華在歐洲巡迴賽官方網站
- 佩恩·史都華在日本高爾夫巡迴賽官方網站
- 佩恩·史都華在男子高爾夫世界排名的官方網站
- 在Find a Grave上的佩恩·史都華